# Alan Thicke
Alan Willis Thicke (1. března 1947 Kirkland Lake, Ontario – 13. prosince 2016 Burbank, Kalifornie), rodným jménem Alan Willis Jeffrey, byl kanadský herec, moderátor a hudební skladatel. Hrál například ve filmech Medvěd a já (2000) a Alpha Dog (2006). Rovněž vystupoval v různých seriálech, ale také televizních reklamách. Spolu s herečkou Glorií Loring měl syna Robina, který se stal zpěvákem. Zemřel poté, co utrpěl infarkt během hraní hokeje se svým synem Carterem. Hudebně se věnoval hlavně skládání znělek pro televizní pořady, spolupracoval však například i na písni „Sara“, kterou nazpíval Bill Champlin a vydal na svém solo studiovém ablu Runaway.